# 蜜肌で教えてあげる 恋人の美姉の誘惑
『蜜肌で教えてあげる 恋人の美姉の誘惑』は、天草白によるジュブナイルポルノ。イラストはズッキーニが担当。

## あらすじ
すべての授業を終えた放課後、成田圭一は恋人である三上由希子を自宅に招き、彼女と初めての情事を迎えようとしていた。しかし、お互い経験がないゆえに上手くいかず、2人の初体験は失敗に終わってしまう。そのことを引きずり、2人の間に気まずい空気が流れていた中、由希子の姉である清香が相談に乗ることにした。

## 登場人物
成田 圭一(なりた けいいち)
三上姉妹と同じアマチュアオーケストラに参加する高校生。由希子と付き合っているが、ひょんなことから恋人の姉・清香に性の指導をしてもらうことに。
三上 清香(みかみ さやか)
アマチュアオーケストラでコンサートマスターを任される実力を持つ女子大生。むっちりとしたグラマラスボディの持ち主で、性に関しては経験豊富。
三上 由希子(みかみ ゆきこ)
中学時代からの圭一の恋人。クラス委員長を務める真面目な少女で、性に関しては若干消極的。姉とは異なりスレンダーな体型で、美乳の持ち主。

## 書籍
- 天草白 『蜜肌で教えてあげる 恋人の美姉の誘惑』リアルドリーム文庫（キルタイムコミュニケーション）、全1巻
  1. 2012年8月14日発売 ISBN 978-4-7992-0296-8[1]